# Attack on Tomorrow
Attack on Tomorrow (яп. あしたへアタック！ Ashita e Atakku!, Будущее под нападением) — японский аниме-сериал, созданный в 1977 году студией Nippon Animation. Всего было выпущено 23 серии по 25 минут. Зрители часто ошибочно полагают, что данный сериал является продолжением более популярного сериала Attack No. 1, не только из-за похожей тематики и названия, но и потому, что некоторые создатели, в том числе и режиссёры Курокава, Окабэ и писатель Ямадзаки принимали участие в создании предыдущего сериала. Дело в том, что в период 60-х/70-x годов Женская сборная Японии по волейболу многократно завоёвывала золото, в том числе и на Олимпийских играх, поэтому в Японии в тот момент данная тематика была очень востребована. Во Франции сериал стал известен как Smash, в Италии — Mimi e le ragazze della pallavolo. Музыку в начале и концовке исполняла Мицуко Хориэ.

## Предпосылка к созданию
Сериал «Attack on Tomorrow» был создан в честь победы японской женской волейбольной команды в Олимпийских играх в 1976 году. В этом году команда завоевала золотую медаль. 

## Сюжет
История повествует о Мими Хидзири. Она — студентка и учится только 1 год. Мими вступает в местную женскую волейбольную команду и решает восстановить их моральный дух, который стал очень слабым и низким после внезапной смерти одного из её членов. Мими удаётся вдохновить команду, и они, проявив энтузиазм и усилия, становятся лучшими в школе. Теперь команда примет участие в чемпионате Национальной Волейбольной Лиги Старшеклассников. Но, чтобы достичь своей цели нужно, тренироваться не покладая рук. 

## Роли озвучивали
- Мами Кояма — Мими Хидзири
- Рихоко Ёсида — Асука Итидзё
- Кадзуэ Комия — Юкари Сугихара
- Кэйко Ёкодзава — Сумиэ Ниси
- Ёнэко Мацуканэ — Кимико Сэкия
- Кадзуё Аоки — Томико Ота
- Миэко Нобусава — Руми Сираки
- Макио Иноэ — Дайсукэ Хара
- Акира Камия — Итиро Фусэдзима
- Кадзуко Янага — Кёко